# Nuthurst (Warwickshire)
Nuthurst – osada w Anglii, w hrabstwie Warwickshire, w dystrykcie Stratford-on-Avon, w civil parish Tanworth-in-Arden. Leży 15 km od miasta Warwick. W 1931 roku civil parish liczyła 100 mieszkańców.